# Куленюк, Сергей Леонидович
Сергей Леонидович Куленюк (род. 19 декабря 1975, Дунай, Приморский край) — российский футболист, защитник.
Родился в Дунае Приморского края. Окончил Обнинский политехнический техникум (1995). В 1994 году провёл семь матчей во второй лиге за ФК «Обнинск». В 1996—1997 годах играл в третьей лиге за фарм-клуб «Обнинска» и переехавший в Боровск клуб, ставший называться «Индустрия». В 1999—2001 годах сыграл 47 матчей в чемпионате Казахстана за клубы «Батыр» Экибастуз, «Жетысу» Талды-Курган, «Есиль» Кокшетау. В 2005 году играл в чемпионате Калужской области за «Державу» Обнинск, в 2006—2015 годах выступал за обнинский «Квант» в чемпионате Калужской области (2006—2007) и любительском первенстве России.